# 花卷東高等學校
花卷東高等學校是位於日本岩手縣花卷市松園町地區的私立高等學校。
棒球部自2000年代起成為岩手縣的常勝軍，至今取得岩手縣代表權參加全國高等學校棒球錦標賽已超過十次。

## 歷史
學校的前身為成立於1954年的「花卷商業專門學院」，不過僅兩年在1956年即停辦，改成立「花卷商業高等學校」，1975年成為富士短期大学的附屬學校，更名為「富士短期大學附屬花卷高等學校」，1981年與「谷村學院高等學校」合併，合併後更名為「花卷東高等學校」，在1996年遷移至位於松園町的現址，1998年停辦商業科和電子科，僅開設普通科。

## 知名校友
- 菊池雄星
- 大谷翔平